# Alexa Visarion
Alexa Visarion (Bălușeni, Província de Botoșani, 11 de setembre de 1947) és una directora de teatre i cinema i guionista romanesa.

## Biografia
Alexa Visarion va representar al país i a l'estranger més de 100 espectacles, principalment de la dramatúrgia d'I.L. Caragiale, Anton. Txékhov, Shakespeare o Eugene O'Neill. És autora de pel·lícules artístiques que han marcat la història del cinema romanès, com Înainte de tăcere (1978), Înghițitorul de săbii (1981), Năpasta (1982), Luna Verde (2008) i Ana (2014). Ha obtingut nombrosos premis i distincions, com ara el Premi de l'Acadèmia Romanesa per tota la seva creació teatral i cinematogràfica (2008), el Premi a tota la seva activitat UNITER (2005), el Premi ATM al millor espectacle (1981), la Secció de Crítica ATM Premi a l'exegesi escènica i al cinema de l'obra d'I.L. Caragiale (1979), Gran Premi al Festival Internacional de Teatre d'Arezzo (1979). Va fundar, el 1991, el primer teatre independent bilingüe de Romania, Teatrul româno-american Eugene O’Neill, i el 2002 l’Asociația Culturală Dialog.
El 1983 va rebre la primera beca Fulbright en l'àmbit del teatre. En el període 1985-1986 és convidada a ensenyar a la Universitat de Texas, i entre 1986-1988 rep una nova beca Fulbright i realitza cursos en l'àmbit del cinema a universitats de Los Angeles, Nova York i Boston. Alexa Visarion és autora d'una sèrie de volums dedicats al teatre i d'articles de referència, assaigs i entrevistes tant per a l'àmbit artístic com didàctic.
És Director Honorari del Teatre "Mihai Eminescu" de Botoșani, ciutadà honorari del municipi de Botoșani (1992), ciutadà honorari de la seva comuna natal Bălușeni (2015). Va rebre l'Ordre Nacional "Servei Fidel" en el rang de Cavaller, atorgat per la Presidència de Romania. És membre de la Unió de Cinematògrafs de Romania (UCIN), membre fundador de la Unió d'Autors i Productors de Cinema (UARF), de la Unió Romanesa de Teatre (UNITER), i entre 1985-2005 va ser membre de l'Associació per a l'Educació Superior de Teatre (ATHE) - EUA i membre fundador de la Societat "I.L. Caragiale" (1979-1985).
El 2014, va rebre el títol de Doctor Honoris Causa de la Universitat Nacional de Teatre i Art Cinematogràfic "I.L. Caragiale", Bucarest.

## Vida personal
El seu pare, Fedea Bulăievschi, un basarabí que va emigrar a Romania, havia estat a la direcció del Partit Nacional Camperol, motiu pel qual va estar empresonat com a pres polític durant 15 anys, entre 1947 i 1967.

## Filmografia

### Com a directora
- Înainte de tăcere (1978) (amb Liviu Rozorea i Valeria Seciu)[5]
- Înghițitorul de săbii (1982)
- Năpasta (1982)
- Punct... și de la capăt (1987)
- Vinovatul (1991)
- Luna verde1 (2008)
- Ana (2014)

### Com a guionista
- Înghițitorul de săbii (1982)
- Năpasta (1982)
- Punct... și de la capăt (1987) - amb Radu F. Alexandru
- Vinovatul (1991)
- Luna Verde (2008)

## Escrits
- Spectacolul ascuns,[6] UNATC Press, 2002
- Goana pe nisip,[7] Editura Bybliotek, 2012
- Alexa Visarion sau destinul vocației, Editura Junimea, 2015
- Împotriva uitării, Editura Ideea Europeană, 2017
- Nostalgia valorii, Editura Ideea Europeană, 2018
- Cealaltă scenă, Editura Ideea Europeană, 2020